# Falco dickinsoni
El cernícalo de Dickinson o cernícalo dorsinegro (Falco dickinsoni) es una especie de ave falconiforme de la familia Falconidaees propia del sur y del este de África. Lleva el nombre John Dickinson, un médico y misionero inglés que recogió el holotipo. Sus parientes más cercanos son el cernícalo gris (Falco ardosiaceus) y el cernícalo barrado malgache (Falco zoniventris) y las tres especies se colocan en el subgénero Dissodectes. No se conocen subespecies.

## Descripción
Se trata de un pequeño y robusto cernícalo con una cabeza grande y cuadrada. Tiene entre 27 y 30 cm de largo con una envergadura de 61-68 cm y un peso de 167-246 gramos. La hembra es de aproximadamente un 4 % más grande y un 10-20 % más pesada que el macho. El plumaje es sobre todo gris oscuro, con una la cabeza y la grupa pálidas. La cola es gris con finas barras negras y una banda subterminal ancha. La parte inferior de la pluma de vuelo también está barrada. La cera y las patas son de color amarillo y hay color amarillo en la piel desnuda de alrededor del ojo. El pico es de color gris oscuro y los ojos son marrones. Los juveniles son de color gris-marrón, con los flancos barrados y sin la cabeza pálida. Ellos tienen una cera verdoso y anillo ocular.
Por lo general, silenciosa, pero tiene un alto tono de alarma de reclamo. En el nido, un suave maullido atrae a los jóvenes para su alimentación.

## Hábitat y distribución
Habita en la sabana y en los bosques abiertos, en particular en zonas pantanosas cerca del agua. Típicamente asociado con palmeras de los géneros Hyphaene y Borassus y a menudo también cerca de baobabs árboles. Se presenta asimismo en plantaciones de coco en algunas áreas.
Se distribuye por la mayoría de Mozambique, Zimbabue, Zambia y Malaui, por el nordeste de Sudáfrica (principalmente en Parque Nacional Kruger) , el norte de Botsuana, noreste Namibia, este de Angola, sur del Congo y partes de Tanzania. Se trata de un visitante ocasional en Kenia. El rango total es de unos 3,4 millones kilómetros  2 . Se trata de un animal que no tiene altas densidades de población, excepto en algunos ámbitos, como la isla de Zanzíbar y las islas Pemba. La pérdida de árboles de palma es una amenaza potencial para la especie.

## Comportamiento
Por lo general, caza desde una percha, y sólo de vez en cuando se cierne. Insectos como saltamontes s forman el grueso de la dieta. También se alimenta de lagartos y anfibios y, aves, murciélagos, roedores o serpientes. A menudo es atraída por los incendios de pastos donde se alimenta de insectos y otras presas que huyen.
La época de reproducción se extiende de julio a octubre en Tanzania y septiembre a diciembre, más al sur. El nido es simple, sin material añadido. Situado de 2 a 18 metros del suelo en la copa de una palmera muerta o en un agujero en un baobab. A veces, utiliza el nido abandonado de un ave martillo. Pone de uno a cuatro huevos. Son de color crema, con manchas de color rojizo-marrón y son incubados por la hembra por lo menos 30 días. Las aves jóvenes realizan sus primeros intentos de vuelo después de aproximadamente 33 a 35 días.